# Всеобщая стачка 1926 года

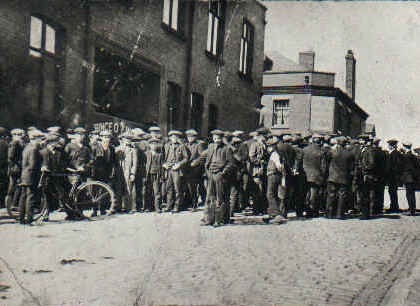
Бригада угольщиков во время стачки

Всеобщая стачка 1926 года — всеобщая забастовка, произошедшая в Великобритании в 1926 году и длившаяся десять дней, с 4 по 13 мая. Является крупнейшей в истории британского рабочего движения.

## Предыстория
В конце июня 1925 г. владельцы британских шахт объявили о намерении сократить заработную плату шахтёров и одновременно с этим увеличить рабочее время с 7 до 8 часов. В случае несогласия с этими требованиями предприниматели обещали в ночь на 1 августа объявить локаут. Правительство посчитало необходимым вмешаться в этот конфликт и 31 июля приняло решение предоставить шахтовладельцам крупную субсидию, что позволило до конца апреля 1926 года поддерживать заработную плату на прежнем уровне. Но власти стали готовиться к будущему противостоянию с шахтёрами. С осени 1925 г. правительство начало создавать запасы угля, организовывались штрейкбрехерские отряды, усиливались полицейские подразделения. Вся страна была разделена на несколько округов, их возглавили государственные комиссары, наделенные на случай начала всеобщей забастовки самыми широкими полномочиями. 
В сентябре 1925 г. правительство создало комиссию, которая должна была изучить положение в угольной промышленности и дать рекомендации по преодолению кризиса в ней. В опубликованном 10 марта 1926 г. докладе этой комиссии предлагалось сократить заработную плату шахтёрам и увеличить рабочее время. Переговоры с профсоюзами в марте и апреле оказались безрезультатными.

## Всеобщая забастовка
В середине апреля 1926 г. владельцы шахт заявили о готовности 1 мая прибегнуть к локауту, если шахтёры не согласятся на порайонное заключение договоров о заработной плате, введение 8-часового рабочего дня и снижение заработной платы.  Правительство 30 апреля объявило о введении в стране с 1 мая 1926 г. чрезвычайного положения, что ставило вне закона любые забастовки и позволяло властям в случае необходимости использовать войска.  

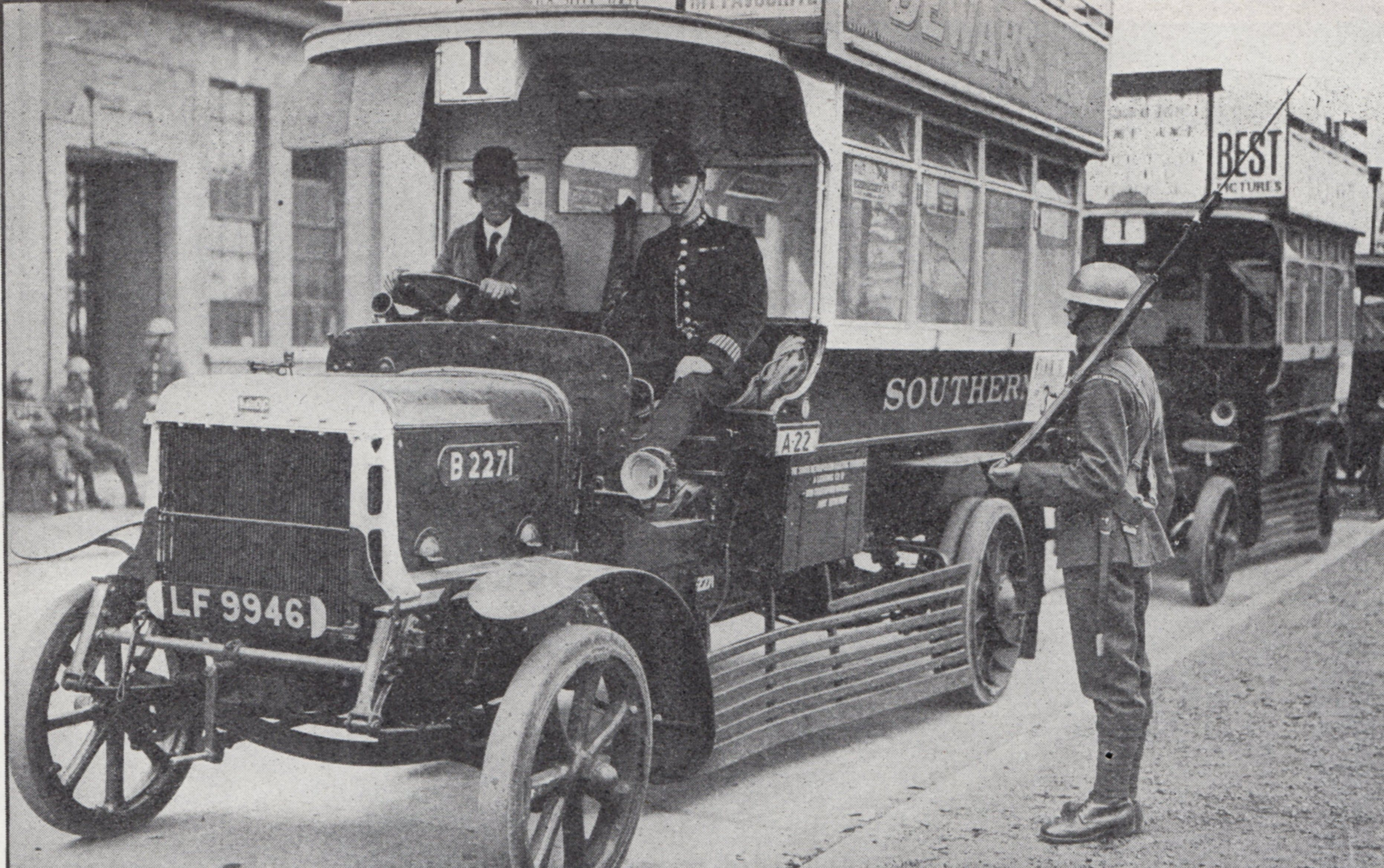
Автобусы под охраной полиции и солдат во время стачки

Но 1 мая конференция исполкомов профсоюзов приняла решение о проведении общенациональной забастовки в поддержку шахтеров. Всеобщая стачка началась в ночь с 3 на 4 мая 1926 г. Помимо шахтеров прекратили работу железнодорожники, работники металлургической промышленности, электропромышленности, печатники, строители, представители некоторых других отраслей. К 11 мая к стачке присоединились машиностроители и судостроители, всего за девять дней забастовки в ней приняло участие более 4 млн человек. Жизнь в Великобритании в эти дни фактически была парализована. Во многих городах стихийно создавались стачечные комитеты, которые порой принимали на себя функции местных органов власти — контролировали перевозку товаров, обеспечивали население продовольствием и т.п. Правительство смогло привлечь тысячи «добровольцев», которые действовали как штрейкбрехеры, управляя грузовиками и автобусами, участвуя в погрузке и разгрузке товаров, выполняя другую работу. Происходили столкновения бастующих со штрейкбрехерами и полицией.

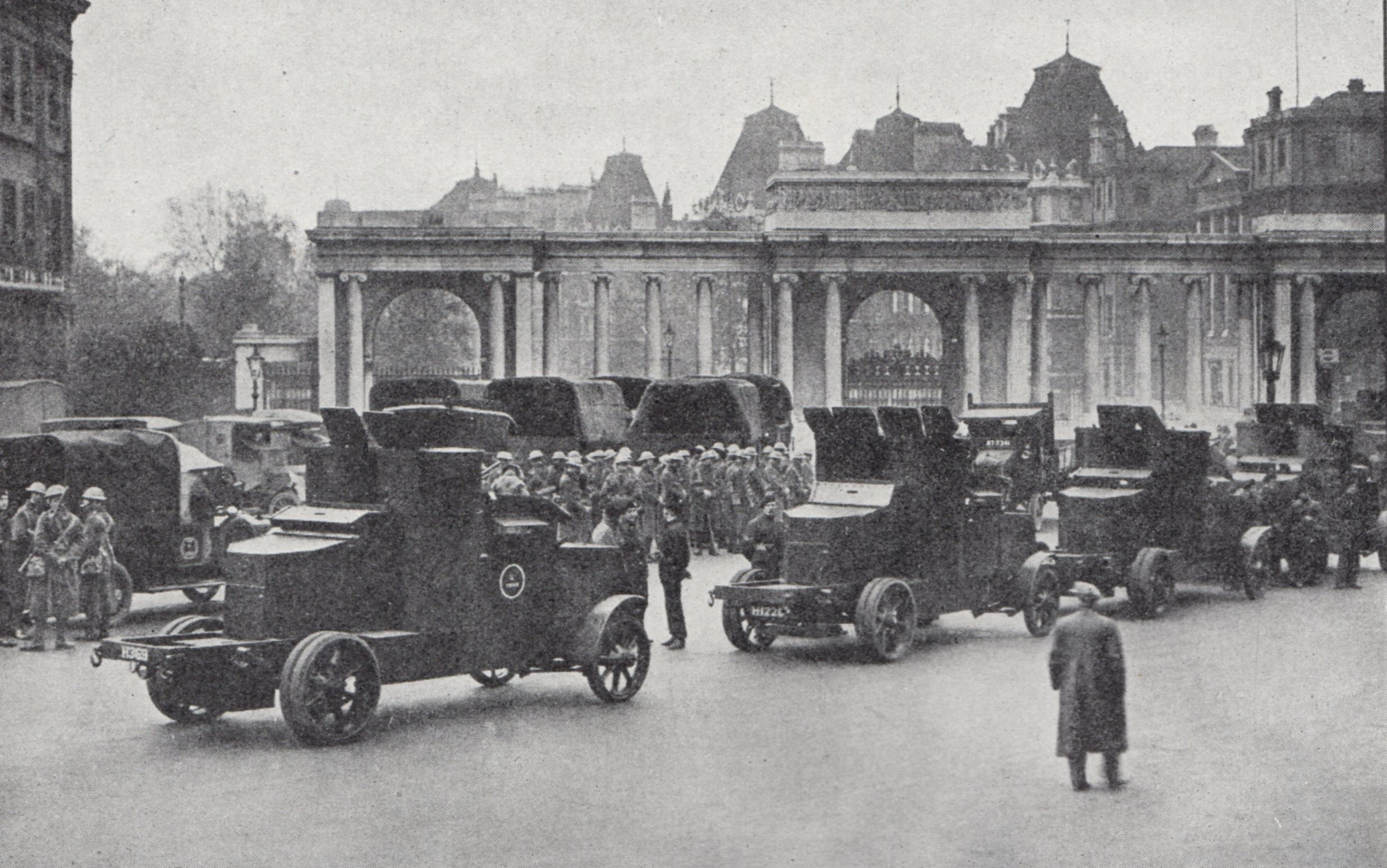
Войска у Гайд-парка во время стачки

11 мая суд объявил стачку незаконной. 12 мая лидеры забастовщиков в ходе встречи с правительством, не получив гарантий о продолжении переговоров или каких-либо обещаний со стороны правительства и предпринимателей, объявили, что всеобщая стачка прекращается. 
Шахтёры бастовали еще почти 7 месяцев, однако без поддержки других британских рабочих они не смогли отстоять свои требования, и 30 ноября им пришлось вернуться к работе  и согласиться на увеличение рабочего времени, снижение заработной платы и порайонное заключение соглашений.